# Monardia abnormis
Monardia abnormis är en tvåvingeart som beskrevs av Boris Mamaev 1963. Monardia abnormis ingår i släktet Monardia och familjen gallmyggor. Arten är reproducerande i Sverige. Inga underarter finns listade i Catalogue of Life.